# Ludwig Barth

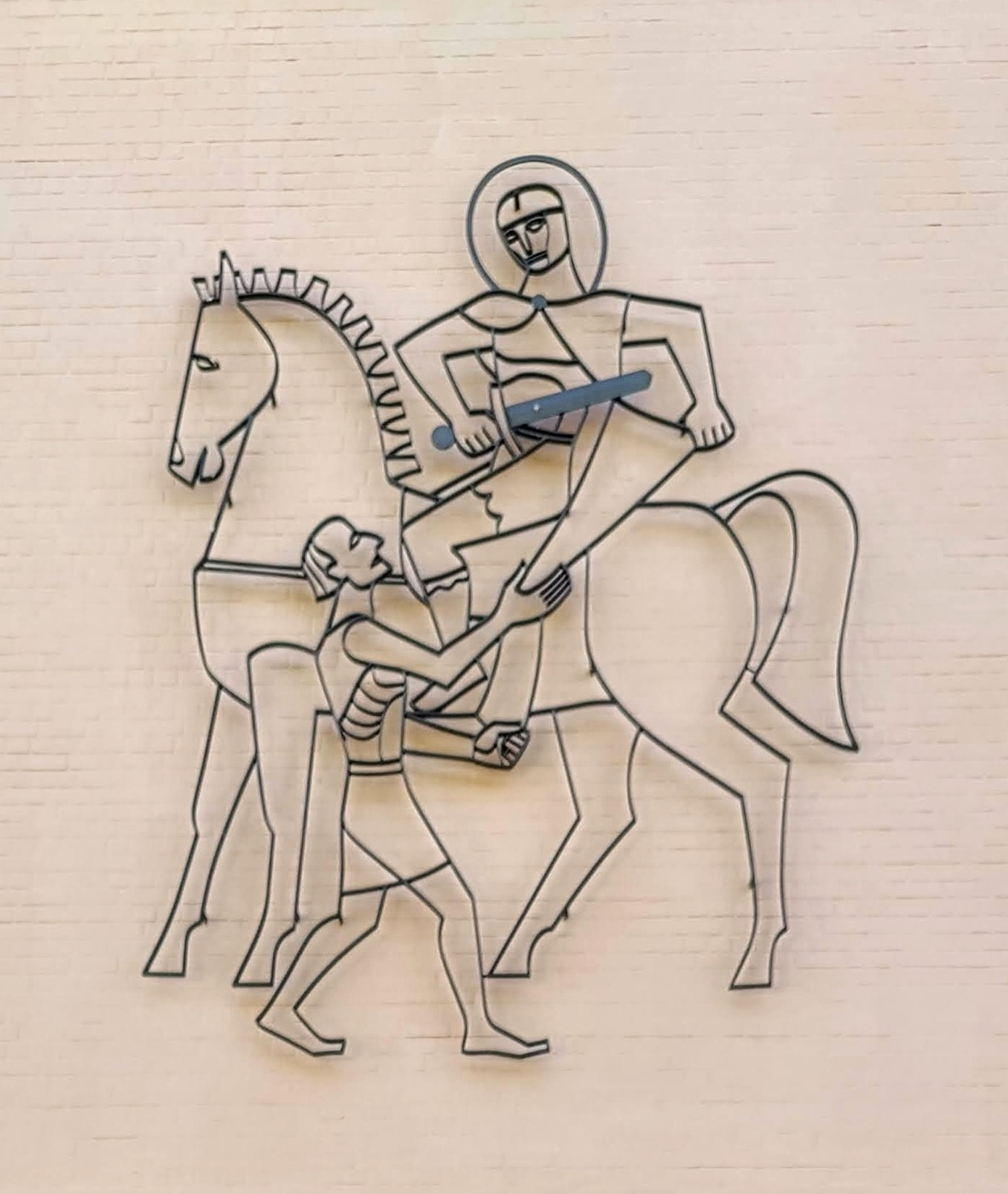
Eisenplastik (St. Martin) an St. Martin Karlsruhe-Rintheim

Ludwig Barth-Uchatzy (auch abkürzend Ludwig Barth; * 7. Juni 1898 in Bruchsal; † 25. Oktober 1983 in Karlsruhe) war ein deutscher Maler, Zeichner, Graphiker und Illustrator.
Er studierte an der Karlsruher Akademie bei Walter Georgi und Walter Conz. Er gehörte zur Realistengruppe und verschrieb sich während des Nationalsozialismus einem idealisierenden Weltbild, das sein Genre bestimmte. Er war Mitglied im Verein für Original-Radierung München und im Reichsverband Bildender Künstler Deutschlands.
Barth war persönlich befreundet mit dem Verleger Rolf Kellner, für dessen Verlagspublikationen, darunter auch Ansichtskarten, er verschiedene Bildvorlagen schuf.

## Werke (Auswahl)
- Bierkutscher auf dem Oktoberfest (Radierung, 1921)[2]
- Heidelberg, Alte Brücke im Wiederaufbau 1946/47[4]
- Bühler Friedenskreuz (1951)[5][6]
- Heidelberg, Blick von Osten auf Neckar, Alte Brücke und Altstadt (Radierung, 12,5 × 20 cm)[4]
- Eisenplastik des St. Martin in der Pfarrkirche St. Martin, Karlsruhe-Rintheim
- Grafisches Werk im Zentrum für Kunst und Medientechnologie, Karlsruhe